# Vescisa crenulata
Vescisa crenulata là một loài bướm đêm trong họ Noctuidae.